# Беспалова, Александра Николаевна
Александра Николаевна Беспалова (1924-2010) — советская работница сельского хозяйства, свинарка, Герой Социалистического Труда.

## Биография
Родилась 1 сентября 1924 года в селе Кунья-Сарма Балаковского района Саратовской области. В 1933 году, после смерти отца с матерью переехали в село Алексеевское Татарской АССР, где Александра окончила школу.
Работать начала в 16 лет на торфоразработках в Калининской области, куда они нанялись тоже вместе с матерью. Здесь их застала Великая Отечественная война. Мать и дочь трудились в тылу на сооружении оборонительных рубежей, а после войны вернулись в Алексеевское. Здесь Александра Беспалова стала телятницей в совхозе «Красный Восток», но в связи с нехваткой на селе механизаторов, закончив трехмесячные курсы, она стала работать на тракторе. Проработав десять лет трактористкой, с 1953 года она стала свинаркой в совхозе и проработала тут до 1979 года, когда вышла на пенсию.
Занималась общественной деятельностью, была избрана депутатом Верховного Совета ТАССР. В настоящее время находится на пенсии.

## Награды
- В марте 1966 года А. Н. Беспаловой было присвоено звание Героя Социалистического Труда с вручением ордена Ленина.
- Также была награждена орденом Трудового Красного Знамени (1975) и медалями, среди которых «За доблестный труд в Великой Отечественной войне 1941—1945 гг.»
- Почетная гражданка Алексеевского района Татарстана.